# Arno Allan Penzias
 Der er for få eller ingen kildehenvisninger i denne artikel, hvilket er et problem. Du kan hjælpe ved at angive troværdige kilder til de påstande, som fremføres i artiklen.

Arno Allan Penzias (født 26. april 1933 i München, død 22. januar 2024) var en amerikansk fysiker og vinder af nobelprisen i fysik i 1978.
Som seksårig var han blandt de jødiske børn, der blev evakueret til Storbritannien som en del af den såkaldte kindertransport. Seks måneder senere flygtede hans forældre fra Nazityskland til USA og familien bosatte sig i New York i 1940. Penzias blev amerikansk statsborger i 1946. Han færdiggjorde sin studentereksamen ved Brooklyn Technical Highschool i 1951 og modtog en bachelorgrad fra City College i New York i 1954. Han modtog sin kandidatgrad og sin Ph.D. fra Columbia universitetet i henholdsvis 1958 og 1962.
Han fik arbejde hos Bell Labs i Holmdel, New Jersey, hvor han sammen med Robert Woodrow Wilson arbejdede med meget følsomme kryogeniske mikrobølgemodtagere til radioastronomiske observationer. Efter i 1964 at have bygget deres hidtil mest følsomme modtager stødte parret på noget radiostøj som de ikke kunne forklare. Den var langt mindre energirig end strålingen fra mælkevejen og den var isotropisk. De sluttede derfor at deres instrument var offer for radiostøj fra en kilde på jorden. Efter at have undersøgt og afkræftet teorien om at støjen kom fra nærliggende New York opdagede de at deres radioantenne var fuld af fugleklatter (som Penzias beskrev som et "hvidt dielektrisk materiale"). Efter at have fjernet fugleklatterne og skudt duerne var støjen der dog stadig. Da de ikke kunne komme på anden forstyrrende interferens publicerede parret deres måleresultater. Denne "støj" blev senere identificeret som den kosmiske mikrobølgebaggrundsstråling, eftergløden fra Big Bang. Denne opdagelse overbeviste langt de fleste astronomer om at Big Bang-modellen er rigtig og blev dermed et vendepunkt for astronomien.
Penzias og Wilson modtog nobelprisen i fysik i 1978 sammen med Pjotr Leonidovich Kapitsa. Året forinden havde Penzias og Wilson modtaget Henry Draper medaljen.